# Congreso Nacional de Chile
El Congreso Nacional de Chile (CNCh) es el órgano legislativo de la República de Chile. Es un órgano bicameral compuesto por una Cámara de Diputados y un Senado. Tiene su sede en la ciudad de Valparaíso. Es uno de los congresos nacionales más antiguos de Iberoamérica y el más antiguo de América latina en funcionamiento.
Solo durante los períodos de 1924-1925, de junio-octubre de 1932 y de 1973-1989, el Congreso Nacional fue clausurado sin producirse una renovación inmediata de los integrantes de sus dos cámaras.
Desde 2005 hasta 2017 todos sus miembros eran electos por votación popular, a través de un sistema binominal, con posibilidad de reelección. A partir de las elecciones parlamentarias del año 2017 rige un sistema proporcional inclusivo.
De acuerdo a la Constitución vigente, la Cámara de Diputados está integrada por 155 miembros, denominados diputados, elegidos por un mandato de cuatro años sobre la base de distritos electorales, fijados por una ley orgánica constitucional.
El Senado se compone de 50 miembros, llamados senadores, elegidos por un periodo de ocho años sobre la base de circunscripciones senatoriales determinadas en consideración a las regiones del país, por la ley orgánica constitucional respectiva, que igualmente establece el número de senadores y la forma de elección.
Ambas cámaras del Congreso concurren a la formación de las leyes en conformidad a la Constitución y tienen las demás atribuciones que ella misma establece. Tanto el Congreso, como órgano autónomo y diverso de las ramas que lo componen, como sus cámaras poseen atribuciones constitucionales exclusivas.
El cuatrienio que se inicia con la instalación del Congreso Nacional constituye un periodo legislativo. El actual LVI periodo legislativo del Congreso se inició el 11 de marzo de 2022.

## Historia

### Patria Vieja

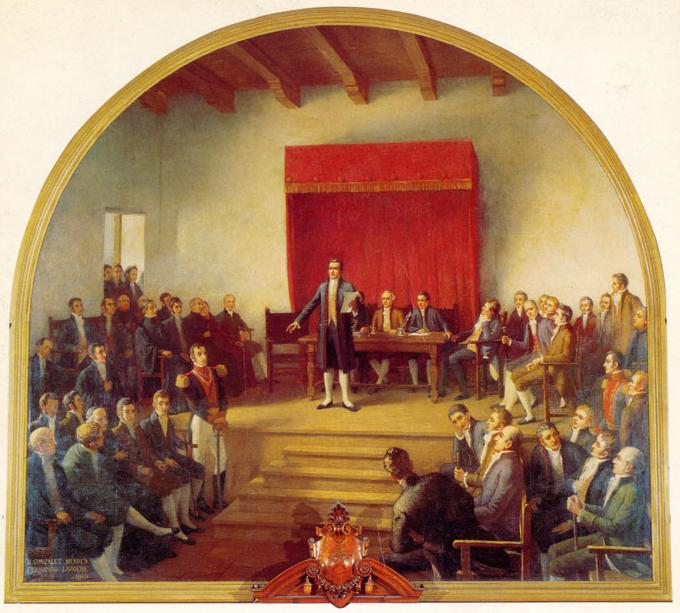
Sesión inaugural del Primer Congreso Nacional de Chile.

El Primer Congreso Nacional de Chile fue fundado el 4 de julio de 1811, durante la Patria Vieja. Este vino a reemplazar a la Junta Gubernativa del Reino establecida el 18 de septiembre de 1810. El Reglamento para el Arreglo de la Autoridad Ejecutiva Provisoria de Chile de 1811 establecía que:

El Congreso, como único depositario de la voluntad del reino, conocerá exclusivamente del cumplimiento o infracción general de la ley. Por la misma razón no pertenecerá al Ejecutivo el vice patronato real que antes ejercía. El Congreso por la representación inmediata y general del Reino, asegura su confianza y demanda la seguridad de opinión que se reserva el mando de las armas, correspondiendo a su Presidente, por delegación especial, dar el «santo», que deberá mandarlo cerrado por el ayudante de plaza al del Ejecutivo, para que de éste lo reciba el sargento mayor.

Tras la apertura del Primer Congreso, el primer Presidente accidental de este fue Juan Martínez de Rozas, quién además fue el principal promotor de su existencia, instada su creación por su amigo Bernardo O'Higgins. Por tal motivo a este último se le considera el Padre del Parlamento chileno.
Se realizaron tres Golpes de Estado dirigidos por José Miguel Carrera y Juan José Carrera. Estos disuelven el Congreso el 2 de diciembre de 1811. Carrera nos da, en su diario militar, sus razones: 

Los hombres que componían el Congreso, en su mayor parte ignorantes, asesinos i últimamente dirigidos por uno o dos perversos, fue el motivo que nos determino a su deposición.

Posteriormente se promulga el Reglamento Constitucional Provisorio de 1812, que establecía el Primer Senado de Chile, en donde sus miembros ingresaban por suscripción:

Habrá un Senado compuesto de siete individuos, de los cuales el uno será Presidente, turnándose por cuatrimestres, y otro Secretario. Se renovará cada tres años, en la misma forma que los vocales de la junta. Sin su dictamen no podrá el Gobierno resolver en los grandes negocios que interesen la seguridad de la Patria; y siempre que lo intente, ningún ciudadano armado o de cualquiera clase deberán auxiliarlo ni obedecerle, y el que contraviniere, será tratado como reo de Estado.

Tras el inicio de la Guerra de la Independencia de Chile se promulgó el Reglamento para el Gobierno Provisorio de 1814, reduciéndose el Congreso a un Senado Consultivo:  

Habrá un Senado compuesto de siete individuos que se elegirán por el Excmo. señor Director de la propuesta en terna que le hará la Junta de Corporaciones. Al efecto, ésta elegirá veintiún individuos de las calidades necesarias para aquella magistratura, y los pasará en lista al Supremo Gobierno para el nombramiento de los siete Senadores.

Este Congreso solo legisló hasta el 2 de octubre de 1814 con el Desastre de Rancagua, y no volvería a existir otro cuerpo legislativo en Chile hasta 1818.

### Patria Nueva
En 1818, durante el Gobierno de Bernardo O'Higgins se reinaugura el Congreso, de manera unicameral con un Senado Conservador principalmente compuesto en su mayor parte por designados de confianza del Director Supremo. La Constitución de 1818 establecía que:

Perteneciendo a la Nación chilena reunida en sociedad, por un derecho natural e inamisible, la soberanía o facultad para instalar su Gobierno y dictar las leyes que le han de regir, lo deberá hacer por medio de sus Diputados reunidos en Congreso; y no pudiendo esto verificarse con la brevedad que se desea, un Senado sustituirá, en vez de leyes, reglamentos provisionales en la forma que más convenga para los objetos necesarios y urgentes.

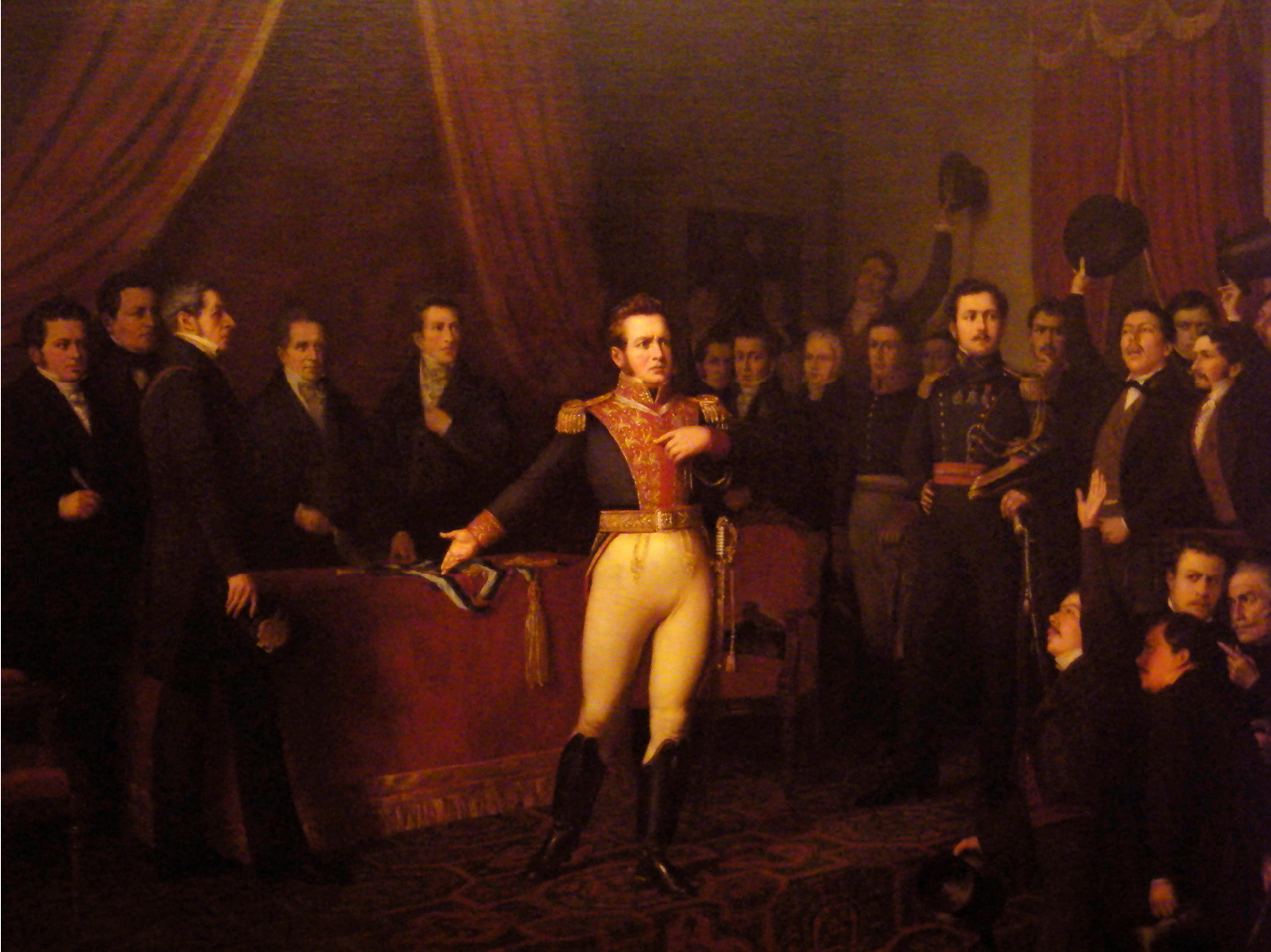
Abdicación de Bernardo O'Higgins.

En 1822, la crisis política que tuvo que pasar Bernardo O'Higgins conllevó a redactar la Constitución Política del Estado de Chile de 1822 la cual, por primera vez instauró el sistema de Congreso Bicameral: 

El Congreso se compone de dos Cámaras, la del Senado, y la de los Diputados: se reunirá cada dos años el 18 de septiembre, teniéndose por primera época la de la actual legislatura de 1822.

Sin embargo, nunca se puso en práctica aquella legislatura y provisionalmente se delegó el poder legislativo a una Convención Preparatoria. Posteriormente se conformó una Corte de Representantes que legisló hasta la abdicación de Bernardo O'Higgins, que se produjo en 1823.

### Organización de la República
En 1823 abdica el entonces Director Supremo de Chile, con esto se delegaron los poderes legislativos a un Congreso de Plenipotenciarios, posteriormente se estableció un Congreso Constituyente que redactaría la Constitución Política y Permanente del Estado de Chile de 1823. Esta establecía que: 

Habrá un cuerpo permanente con el título de Senado Conservador y Legislador. Se compondrá de nueve individuos elegidos constitucionalmente por el término de seis años, que pueden reelegirse indefinidamente.

En 1824 se constituye el Congreso General de la Nación que era Unicameral y se componía de Diputados.
En 1826 el Congreso General, promovido por José Miguel Infante, empieza una serie de Reformas Constitucionales que convierten a Chile al federalismo, a pesar de que no se pudo legislar sobre el carácter federal del Estado, si se logró legislar sobre la autonomía de las provincias y la elección de Asambleas Provinciales con propiedades legislativas, aunque todo esto dentro de un Estado Unitario. Con Motivos de la promulgación de una Constitución plenamente Federalista, se fundó un Congreso Constituyente que legisló hasta 1827. Sin embargo, el rechazo al sistema federal por parte de las provincias conllevó al abandono del proceso federalista.
En 1828, durante el gobierno pipiolo de Francisco Antonio Pinto se promulgó la Constitución Política de la República de Chile de 1828 que fue la primera en poner en práctica la Bicameralidad donde existía una Cámara de Senadores y una Cámara de Diputados. con esto se inició el I Periodo Legislativo del Congreso Nacional de Chile.

### República Conservadora
El Congreso funcionó durante todo el periodo de la República Conservadora y Liberal, desde 1828 hasta 1925, de acuerdo con la Constitución Política de 1833. Estaba compuesto por un número de diputados proporcionales a la población del país (aproximadamente 120) y veinte senadores. Celebraba sus sesiones entre el 1 de junio y el 18 de septiembre, y durante el receso funcionaba la Comisión Conservadora.
Los diputados duraban 3 años en sus cargos y eran electos en votación directa por los departamentos; debía elegirse un diputado por cada 20 mil habitantes o fracción que no bajase de 10 mil. En tanto, los senadores eran electos en circunscripción nacional por electores especiales nombrados por departamento equivalentes al triple del número de diputados al que correspondía a cada una de estas unidades; permanecían en sus funciones por el plazo de 9 años y se renovaba por tercios. Los miembros de ambas cámaras podían reelegirse indefinidamente.

### República Liberal
Durante los gobiernos liberales, el Congreso fue objeto de diversas reformas constitucionales:
- Ley del 25 de septiembre de 1873: cambios en los quórums de las Cámaras para sesionar. El Senado requiere la concurrencia de un tercio de sus miembros y la Cámara de Diputados de la cuarta parte de los suyos.
- Ley del 13 de agosto de 1874: establece incompatibilidades para el cargo de diputado (curas párrocos, intendentes, jueces de primera instancia, etc.). Los senadores pasan a ser elegidos por votación directa a nivel provincial, correspondiendo elegir uno por cada tres diputados o fracción de dos diputados. Se reduce la duración de los integrantes del Senado de 9 a 6 años.
- Ley del 24 de octubre de 1874: regula detalladamente el procedimiento de acusación constitucional o juicio político contra los Ministros de Estado.
- Ley del 12 de enero de 1882: amplía las facultades del Congreso en materia de reforma a la Constitución. El presidente de la República ya no podría vetar las iniciativas de esta índole. Los proyectos de reforma podrían discutirse en la legislatura extraordinaria, aun cuando el presidente no los hubiere incluido en la convocatoria.
- Ley del 9 de agosto de 1888: modificaciones en la elección de diputados. Se elige un diputado por cada 30 mil habitantes y fracción que no baje de 15 mil. Se establece un sistema de elecciones complementarias para el reemplazo de los parlamentarios. El escrutinio y la rectificación de las elecciones sólo podrán hacerse ante la presencia de la mayoría absoluta de los miembros de ambas cámaras.

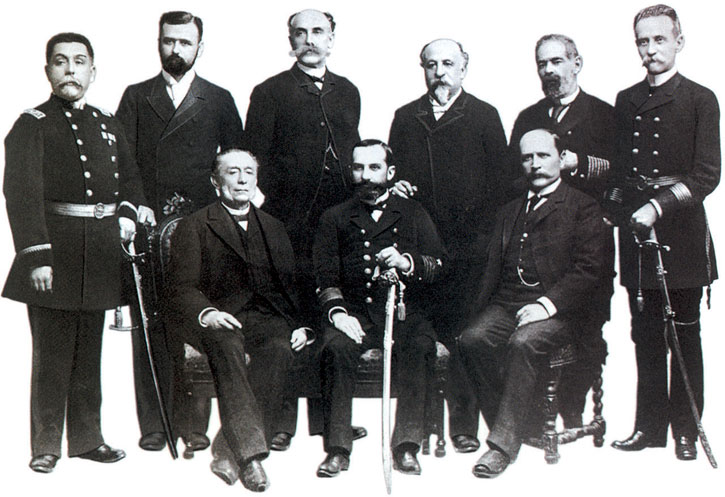
Junta de gobierno de Iquique, 1891.

Estas reformas dieron al Congreso la impresión de mayor autoridad. Durante los gobiernos de Aníbal Pinto y Domingo Santa María no hubo grandes problemas, puesto que la Guerra del Pacífico era la principal preocupación de las autoridades. Sin embargo, al llegar José Manuel Balmaceda a la presidencia las tensiones aumentaron.
En 1890 el Congreso Nacional entra derechamente en conflicto con el presidente Balmaceda, al oponerse a aprobar la ley de presupuestos. Balmaceda declara unilateralmente como vigente la del año anterior, sin la aprobación del Congreso, el 1 de enero de 1891. El Congreso Nacional declara inconstitucional dicha medida y se alza en armas, dando inicio a la guerra civil de 1891, el 7 de enero de aquel año, organizando una Junta de Gobierno en Iquique. Al final de dicho conflicto, el 31 de agosto del mismo año, con la victoria de las fuerzas del Congreso, la Armada y parte del Ejército, se instaura la República Parlamentaria, que se extenderá hasta 1924-1925.

### República Parlamentaria

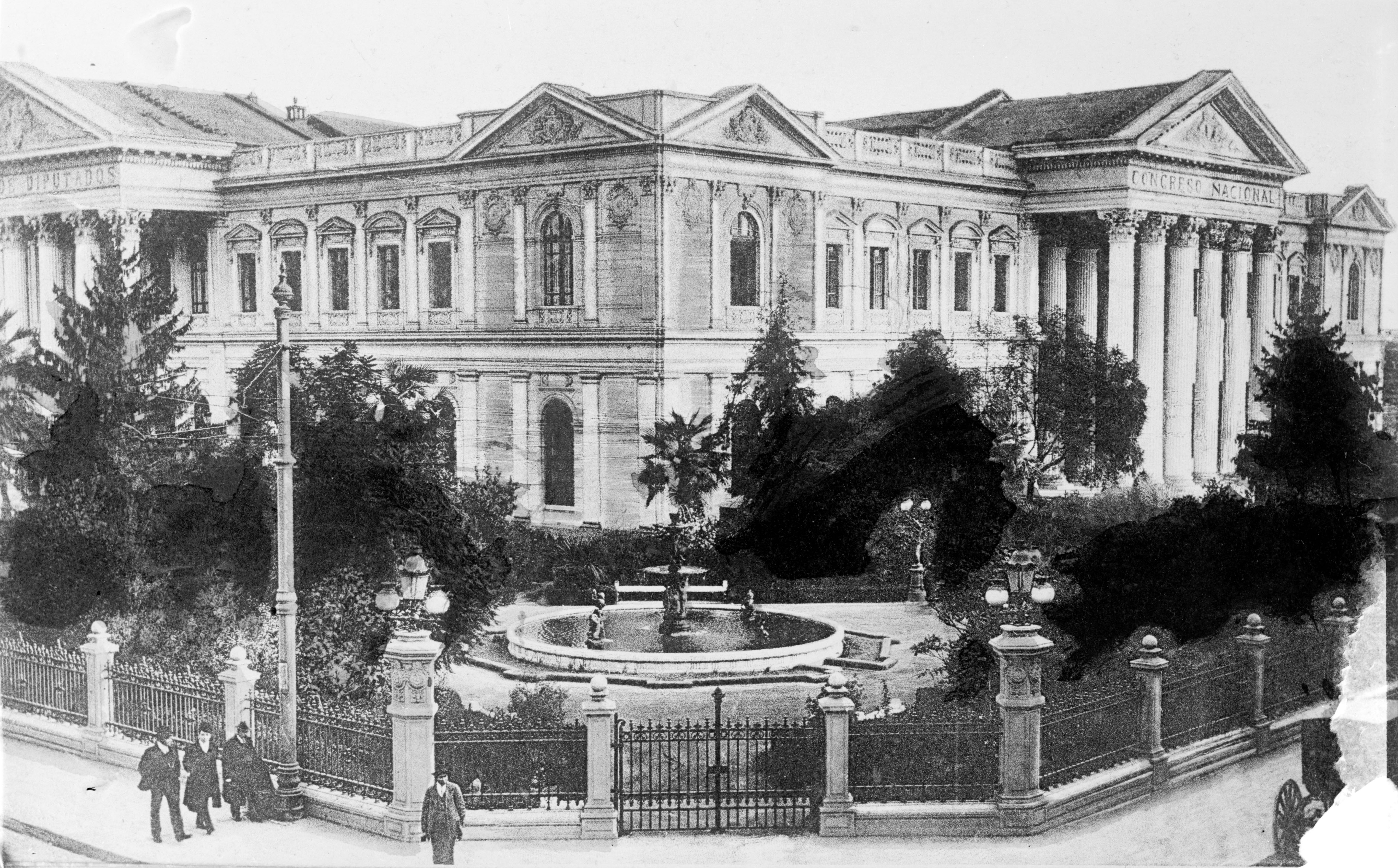
Congreso Nacional hacia 1908.

### República Presidencial
De discutible legitimidad democrática fue el llamado Congreso Termal, constituido entre 1930 y 1932 y designado sin elecciones, al acordar el Presidente Carlos Ibáñez del Campo con los partidos políticos la presentación de candidatos en un número de un candidato por cada cupo, así la elección se realizó conforme a la ley entonces vigente.

### Transición a la democracia
El 11 de marzo de 1990, y luego de 16 años de receso producto de la dictadura militar, se reanudaron las funciones del Congreso, esta vez en un nuevo edificio construido en la ciudad de Valparaíso alegando motivos de descentralización.

## Atribuciones del Congreso Nacional

### El Congreso Nacional en la Constitución

#### Constitución de 1828
Artículo 23. El Poder Legislativo reside en el Congreso Nacional, el cual constará de dos Cámaras, una de Diputados y otra de Senadores.
Capítulo VI. Del Poder Legislativo, Constitución Política de la República de Chile de 1828

#### Constitución de 1833
Artículo 13. El Poder Legislativo reside en el Congreso Nacional compuesto de dos Cámaras, una de Diputados y otra de Senadores.
Capítulo VI. Del Congreso Nacional, Constitución Política de la República de Chile de 1833

#### Constitución de 1925
Artículo 24. El Congreso Nacional se compone de dos ramas: la Cámara de Diputados y el Senado.
Capítulo IV. Congreso Nacional, Constitución Política de la República de Chile de 1925

#### Constitución de 1980
Artículo 46. El Congreso Nacional se compone de dos ramas: la Cámara de Diputados y el Senado. Ambas concurren a la formación de las leyes en conformidad a esta Constitución y tienen las demás atribuciones que ella establece.
Capítulo V. Congreso Nacional, Constitución Política de la República de Chile de 1980

## Funcionamiento del Congreso

### Sesiones

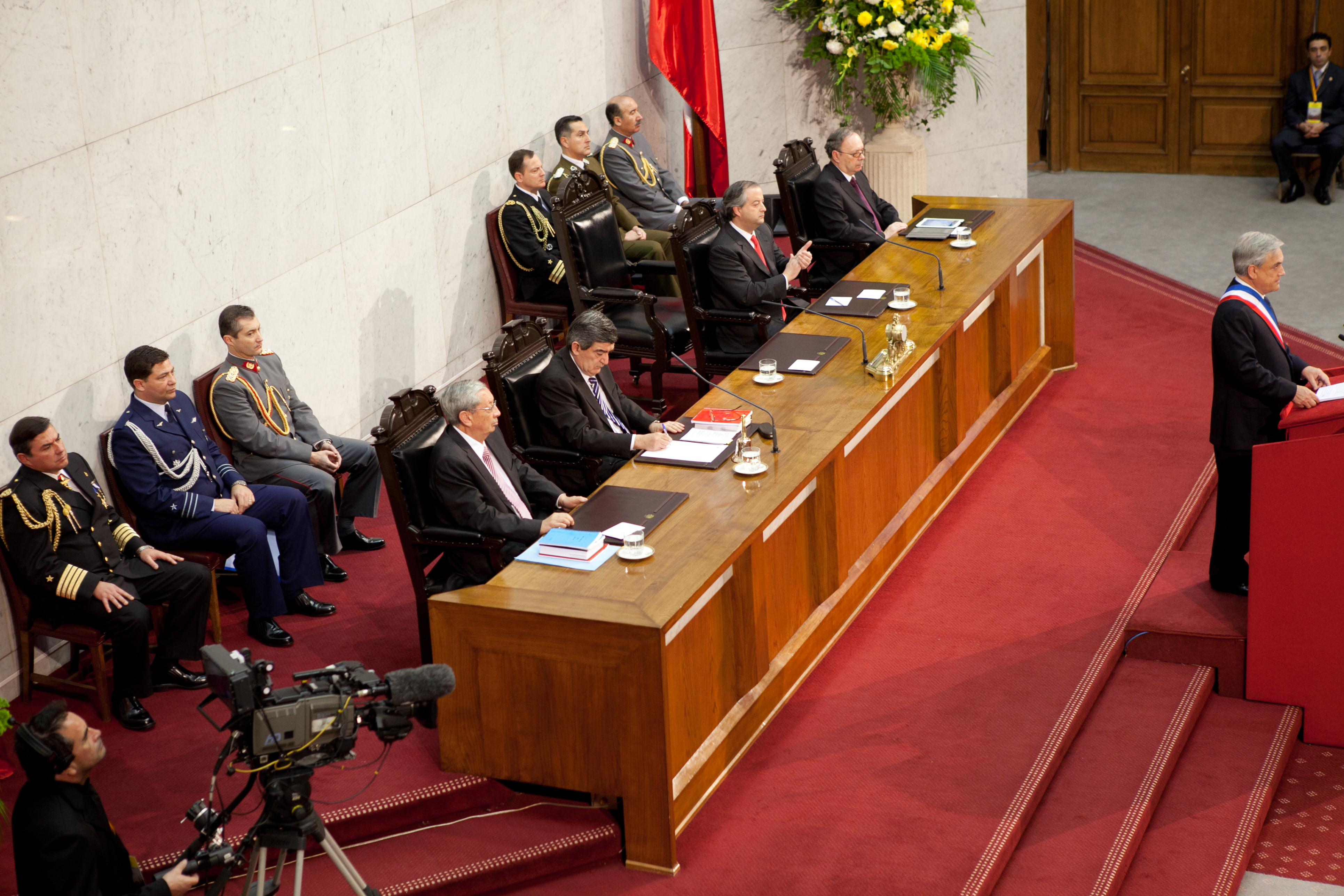
Cuenta Pública del presidente de la República, Sebastián Piñera, en el Congreso Nacional Testera del Salón de Honor del Congreso Nacional en Valparaíso.

El Congreso funciona en sesiones en sala y en comisiones.
Las sesiones en sala pueden ser:
- Ordinarias
- Especiales
- Extraordinarias
- Secretas
- Pedidas

#### Congreso Nacional y Congreso Pleno
La reunión en pleno de las dos cámaras recibe el nombre de Congreso Pleno cuando es presidida por el Presidente del Senado y se efectúa para escuchar la cuenta del estado administrativo y político de la Nación (la Cuenta Pública Presidencial), presentada por el Presidente de la República, para tomar conocimiento de la resolución en virtud de la cual el Tribunal Calificador de Elecciones proclama al presidente electo, para tomar juramento o promesa al presidente electo antes que asuma sus funciones y, excepcionalmente, para la elección de Presidente en ciertos situaciones de vacancia del presidente en ejercicio.
Con anterioridad a la reforma constitucional del 2005, el Congreso Pleno se reunía también para la aprobación o rechazo, sin debate, de las reformas constitucionales previamente discutidas y aprobadas por ambas cámaras. Asimismo, con anterioridad a la Constitución de 1980, se reunía para tomar conocimiento del escrutinio general de la elección presidencial y proceder a proclamar al presidente electo, y en caso en que la elección ningún candidato obtenía mayoría absoluta, el Congreso Pleno elegía, entre los ciudadanos que hubieren obtenido las dos más altas mayorías relativas, al presidente, y procedía a proclamarlo.

### Sedes
Desde el Primer Congreso Nacional, de 1811, y hasta 1828, los Congresos chilenos –y demás cuerpos o asambleas equivalentes– sesionaron permanentemente en la ciudad de Santiago. Esa situación se vio modificada con el  Congreso Constituyente de 1828, que funcionó en Valparaíso, durante la última etapa de sus sesiones.
Posteriormente, con el Congreso Nacional de 1828, se volvió a sesionar en Santiago, a partir del 1 de septiembre de ese año, práctica que se mantendría en forma ininterrumpida hasta 1973.
Los Congresos de 1824-1825 y el de 1826 fueron convocados inicialmente para funcionar en las ciudades de Quillota y Rancagua, respectivamente; no obstante, por peticiones de la mayoría de los diputados electos para cada uno de ellos, se decretó que dichos Congresos se reunieron en Santiago.
Al convocarse al Congreso Constituyente de 1828, se estableció que este se reuniría en Rancagua, el 12 de febrero de 1828, para destacar la importancia histórica de dicha ciudad –por los hechos acaecidos durante la Patria Vieja–, y para hacer coincidir su inicio con la conmemoración de la Batalla de Chacabuco; sin embargo, la mayoría de los diputados electos desaprobó la iniciativa de que el Congreso se instalara en una ciudad diversa a la capital, y así lo hicieron saber al gobierno; como consecuencia de ello, por decreto de 8 de febrero de 1828, el gobierno de Francisco Antonio Pinto dispuso que el Congreso se instalaría en Santiago.
De todos modos, la idea de trasladar la sede del Congreso a una localidad distinta a Santiago se mantuvo; así las cosas, el diputado Manuel Araos (suplente por Cauquenes), presentó el 16 de abril de ese año, una moción para fijar como sede de las sesiones la ciudad de Valparaíso, de la que se dio cuenta en la sala dos días después. Esta iniciativa fue aprobada el 24 de abril de 1828, y convertida en ley al día siguiente, ordenándose así el traslado del Congreso a Valparaíso.
En definitiva, el Congreso Constituyente sesionó en Valparaíso, entre el 28 de mayo y el 6 de agosto de 1828, es decir, hasta la conclusión de la redacción de la Constitución de 1828.

#### En Santiago

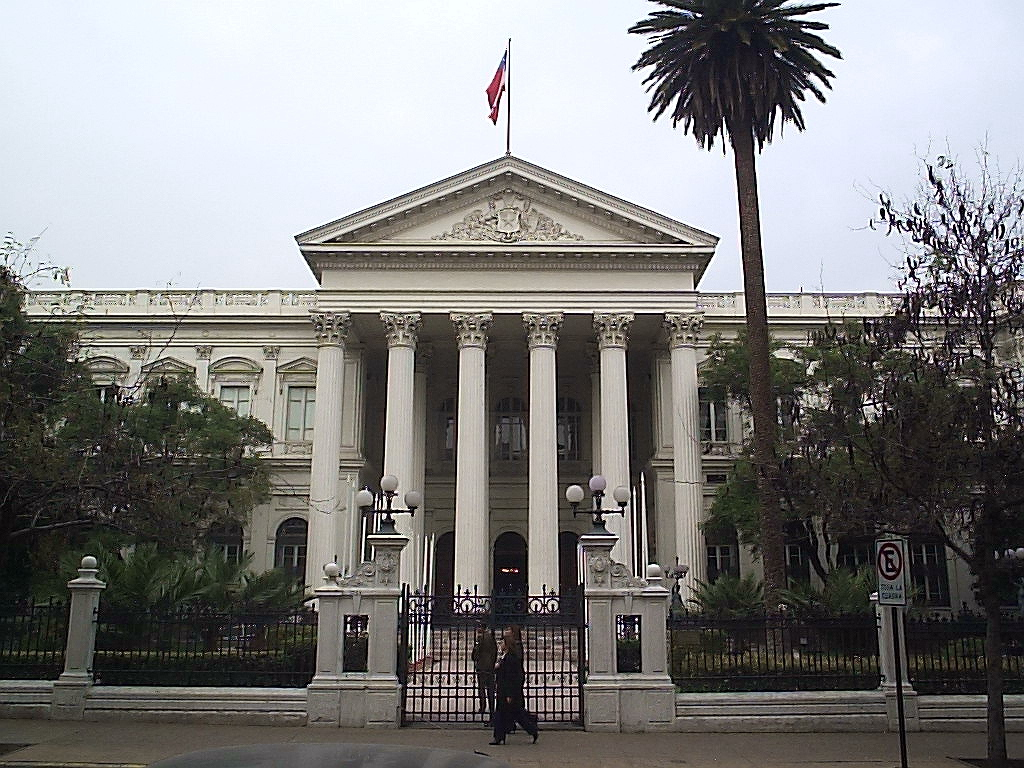
Palacio del ex Congreso Nacional, Santiago, donde sesionó desde 1876 hasta 1973.

El acto de instalación del Primer Congreso Nacional, el 4 de julio de 1811, se realizó en el edificio del Real Tribunal del Consulado de Santiago, ubicado en la esquina de las actuales calles calle Bandera y Compañía, donde hoy se encuentra situada el ala oriente del Palacio de los Tribunales. Para sus sesiones se destinó el Palacio de la Real Audiencia, situado frente a la Plaza de Armas.
El Congreso Nacional de 1828 volvió a sesionar en Santiago, a partir del 1 de septiembre de ese año, habiéndose ya consolidado el sistema bicameral. Es por ello que, ante la falta de un edificio propio, las cámaras del Congreso debieron sesionar por separado: el Senado se reunía en el edificio del Tribunal del Consulado y la Cámara de Diputados en las dependencias de la Universidad de San Felipe –en el horario en que no se realizaban las clases–, sitio donde actualmente se encuentra ubicado el Teatro Municipal; la sala ocupada por los diputados medía 60 pies de largo y 30 de ancho.
En 1857 se inició el proyecto de construcción de lo que llegaría a convertirse en el primer palacio legislativo de Chile. El Congreso Nacional, tanto el Senado como la Cámara de Diputados, funcionaron desde 1876 hasta el golpe de estado de 1973, en el actualmente denominado Edificio del ex Congreso Nacional.
Con el traslado del Congreso a Valparaíso, en las antiguas dependencias se instaló entre 1990 a 2006 la Cancillería. A comienzos de 2006 la Cancillería se traslada, devolviendo las instalaciones al Congreso Nacional, lo que posibilita que las sesiones de las comisiones parlamentarias puedan realizarse en Santiago. Durante 2021 sus salones principales y algunas salas de reuniones han sido utilizadas por la Convención Constitucional.

#### En Valparaíso

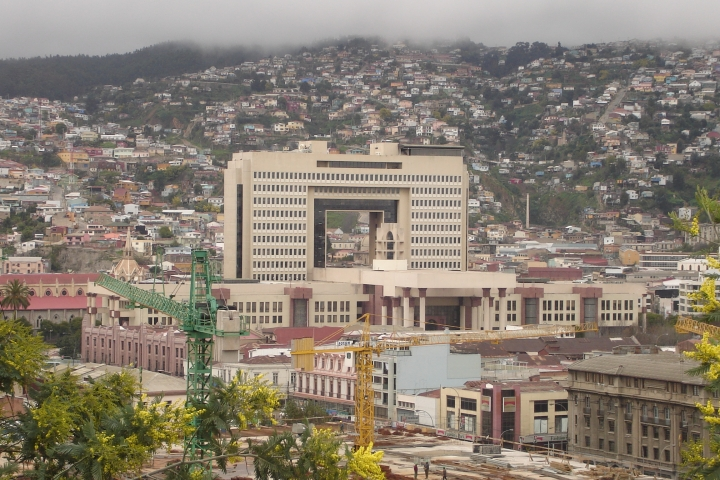
Sede actual del Congreso Nacional en Valparaíso (desde 1990).

El 11 de marzo de 1990, se reiniciaron las actividades parlamentarias después de más de 16 años de receso, debido a la dictadura militar (1973-1990). Por motivos de descentralización la sede del Congreso se trasladó a la ciudad de Valparaíso.
Esta obra es creación de los arquitectos chilenos Juan Cárdenas, José Covacevic y Raúl Farrú, cuyo trabajo fue seleccionado entre 38 profesionales que llegaron a la etapa final del concurso de anteproyectos convocado por el Ministerio de Obras Públicas y al que se presentó un número total de 539 propuestas.
El 18 de diciembre de 1987 fue aprobada la ley que establecía que la nueva sede del Congreso Nacional se ubicaría en Valparaíso. La construcción del actual edificio se inició el 20 de octubre de 1988. Esta enorme construcción de 60.000 m², en cuya estructura se utilizaron 26 000 m³ de hormigón armado, se yergue sobre una superficie de 25 000 m² en el barrio El Almendral, en el lugar donde se ubicaba el hospital Enrique Deformes, demolido a raíz de los graves daños causados por el terremoto del 3 de marzo de 1985.

### Biblioteca
El Congreso dispone de una Biblioteca, institución equivalente a la Biblioteca del Congreso estadounidense, que proporciona servicios de información especializados a sus miembros, y de un Centro de Informática y Computación, sin perjuicio de otros servicios comunes que, de consuno, acuerden crear ambas cámaras.

## Períodos legislativos
Un periodo legislativo es el espacio de tiempo en que los individuos electos para formar parte del Congreso Nacional, diputados y senadores, desempeñan sus cargos, ejerciendo las atribuciones que les otorga la Constitución.
Históricamente, el periodo legislativo de los diputados ha sido equivalente a un tercio o a la mitad del periodo legislativo de los senadores, en atención a que las normas constitucionales chilenas, desde 1828, han establecido que la Cámara de Diputados se renueva en su totalidad, con cada elección parlamentaria, mientras que el Senado, en cada elección, debía hacerlo por parcialidades.
Los periodos legislativos de Congreso Nacional llevan un número ordinal, en sucesión, desde la instalación del Congreso de 1828 –cuyo origen se encuentra en las elecciones celebradas ese año, las primeras realizadas bajo el imperio de la Constitución de 1828–, y tienen una duración idéntica a la extensión del mandato de los diputados.
Así las cosas, durante la vigencia de la Constitución de 1828, los periodos legislativos del Congreso debían extenderse por 2 años (I y II); con la Constitución de 1833, por 3 años (III al XXXIV), y bajo la vigencia de la Constitución de 1925, por 4 años (XXXV al XLVII). Con la Constitución de 1980, a partir de la transición a la democracia, cada periodo legislativo del Congreso ha tenido una extensión de 4 años (XLVIII al LV).
| Denominación                                    | Periodo   |
| ----------------------------------------------- | --------- |
| Primer Congreso Nacional                        | 1811      |
| Senado de 1812                                  | 1812-1814 |
| Senado Consultivo                               | 1814      |
| Senado Conservador de 1818                      | 1818-1822 |
| Convención Preparatoria                         | 1822      |
| Consejo de Estado de 1823                       | 1823      |
| Asambleas Provinciales de 1823                  | 1822-1823 |
| Congreso de Plenipotenciarios de 1823           | 1823      |
| Senado Legislador y Conservador de 1823         | 1823      |
| Congreso General Constituyente de 1823          | 1823      |
| Senado Conservador y Legislador de 1824         | 1824      |
| Congreso General de la Nación                   | 1824-1825 |
| Asambleas Provinciales de 1825                  | 1825-1826 |
| Congreso General Constituyente de 1826          | 1826-1827 |
| Asambleas Provinciales de 1826                  | 1826-1828 |
| Congreso General Constituyente de 1828          | 1828      |
| I Periodo Legislativo del Congreso Nacional     | 1828-1829 |
| II Periodo Legislativo del Congreso Nacional    | 1829      |
| Congreso de Plenipotenciarios de 1830           | 1830      |
| Comisión Permanente de 1830-1831                | 1830-1831 |
| III Periodo Legislativo del Congreso Nacional   | 1831-1834 |
| IV Periodo Legislativo del Congreso Nacional    | 1834-1837 |
| V Periodo Legislativo del Congreso Nacional     | 1837-1840 |
| VI Periodo Legislativo del Congreso Nacional    | 1840-1843 |
| VII Periodo Legislativo del Congreso Nacional   | 1843-1846 |
| VIII Periodo Legislativo del Congreso Nacional  | 1846-1849 |
| IX Periodo Legislativo del Congreso Nacional    | 1849-1852 |
| XPeriodo Legislativo del Congreso Nacional      | 1852-1855 |
| XI Periodo Legislativo del Congreso Nacional    | 1855-1858 |
| XII Periodo Legislativo del Congreso Nacional   | 1858-1861 |
| XIII Periodo Legislativo del Congreso Nacional  | 1861-1864 |
| XIV Periodo Legislativo del Congreso Nacional   | 1864-1867 |
| XV Periodo Legislativo del Congreso Nacional    | 1867-1870 |
| XVI Periodo Legislativo del Congreso Nacional   | 1870-1873 |
| XVII Periodo Legislativo del Congreso Nacional  | 1873-1876 |
| XVIII Periodo Legislativo del Congreso Nacional | 1876-1879 |
| XIX Periodo Legislativo del Congreso Nacional   | 1879-1882 |
| XX Periodo Legislativo del Congreso Nacional    | 1882-1885 |
| XXI Periodo Legislativo del Congreso Nacional   | 1885-1888 |

| Denominación                                      | Periodo   |
| ------------------------------------------------- | --------- |
| XXII Periodo Legislativo del Congreso Nacional    | 1888-1891 |
| Congreso Constituyente de 1891                    | 1891      |
| XXIII Periodo Legislativo del Congreso Nacional   | 1891-1894 |
| XXIV Periodo Legislativo del Congreso Nacional    | 1894-1897 |
| XXV Periodo Legislativo del Congreso Nacional     | 1897-1900 |
| XXVI Periodo Legislativo del Congreso Nacional    | 1900-1903 |
| XXVII Periodo Legislativo del Congreso Nacional   | 1903-1906 |
| XXVIII Periodo Legislativo del Congreso Nacional  | 1906-1909 |
| XXIX Periodo Legislativo del Congreso Nacional    | 1909-1912 |
| XXX Periodo Legislativo del Congreso Nacional     | 1912-1915 |
| XXXI Periodo Legislativo del Congreso Nacional    | 1915-1918 |
| XXXII Periodo Legislativo del Congreso Nacional   | 1918-1921 |
| XXXIII Periodo Legislativo del Congreso Nacional  | 1921-1924 |
| XXXIV Periodo Legislativo del Congreso Nacional   | 1924      |
| Junta de Gobierno                                 | 1924-1925 |
| XXXV Periodo Legislativo del Congreso Nacional    | 1926-1930 |
| XXXVI Periodo Legislativo del Congreso Nacional   | 1930-1932 |
| Junta de Gobierno de la República Socialista      | 1932      |
| XXXVII Periodo Legislativo del Congreso Nacional  | 1933-1937 |
| XXXVIII Periodo Legislativo del Congreso Nacional | 1937-1941 |
| XXXIX Periodo Legislativo del Congreso Nacional   | 1941-1945 |
| XL Periodo Legislativo del Congreso Nacional      | 1945-1949 |
| XLI Periodo Legislativo del Congreso Nacional     | 1949-1953 |
| XLII Periodo Legislativo del Congreso Nacional    | 1953-1957 |
| XLIII Periodo Legislativo del Congreso Nacional   | 1957-1961 |
| XLIV Periodo Legislativo del Congreso Nacional    | 1961-1965 |
| XLV Periodo Legislativo del Congreso Nacional     | 1965-1969 |
| XLVI Periodo Legislativo del Congreso Nacional    | 1969-1973 |
| XLVII Periodo Legislativo del Congreso Nacional   | 1973      |
| Junta de Gobierno                                 | 1973-1981 |
| Junta de Gobierno                                 | 1981-1990 |
| XLVIII Periodo Legislativo del Congreso Nacional  | 1990-1994 |
| XLIX Periodo Legislativo del Congreso Nacional    | 1994-1998 |
| L Periodo Legislativo del Congreso Nacional       | 1998-2002 |
| LI Periodo Legislativo del Congreso Nacional      | 2002-2006 |
| LII Periodo Legislativo del Congreso Nacional     | 2006-2010 |
| LIII Periodo Legislativo del Congreso Nacional    | 2010-2014 |
| LIV Periodo Legislativo del Congreso Nacional     | 2014-2018 |
| LV Periodo Legislativo del Congreso Nacional      | 2018-2022 |
| LVI Periodo Legislativo del Congreso Nacional     | 2022-2026 |

## Composición actual
- Senado
- Cámara de Diputadas y Diputados

## Presupuesto
El monto total de dinero para el Congreso se determina anualmente a través de una ley. Los montos aprobados en millones de pesos (MM$) de cada año fueron:
|                 | 2014 | 2015 | 2016    | 2017    | 2018    | 2019    | 2020 |
| --------------- | ---- | ---- | ------- | ------- | ------- | ------- | ---- |
| Monto (MMM$)    |      |      | 114.746 | 117.948 | 121.685 | 124.508 |      |
| Crecimiento (%) |      |      |         | 2,8%    | 3,2%    | 2,3%    |      |